# Sonic Magazine
Sonic Magazine, Sonic, var en svensk musiktidning som gavs ut 2000–2017.
Tidningens första nummer kom ut i november 2000. Chefredaktör var Pierre Hellqvist och redaktör var Håkan Steen. Lennart Persson medverkade regelbundet i tidningen fram till sin död 2009. Papperstidningen lades ned efter 2017, men viss publicering fortsätter på tidningens webb-plats.  
Sommaren 2013 utkom nummer 69, som bland annat innehöll en listning av de 100 bästa svenska skivorna någonsin. Listan fick stor uppmärksamhet, "större än vi väntat" enligt chefredaktören Pierre Hellqvist, där tidningar som G-P och DN fann listan intressant och notervärd, medan till exempel Aftonbladets Fredrik Virtanen beskrev listan som "en magnifik provokation" och "respektlös" när "en samling hipsters sammanfattar den svenska musikhistorien".

## Böcker
Utöver tidningen har Sonic även givit ut fyra böcker, krönikesamlingen Trender är galna (2004), två böcker med samlade artiklar om enskilda artister Kent: Texter om Sveriges största rockband (2007) och Håkan Hellström: Texter om ett popfenomen (2008) och "Samlade texter musiktidningen Sonic" med Lennart Perssons texter ur Sonic (2015).